# Xenomigia disciplaga
Xenomigia disciplaga är en fjärilsart som beskrevs av Erich Martin Hering 1926. Xenomigia disciplaga ingår i släktet Xenomigia och familjen tandspinnare. Inga underarter finns listade i Catalogue of Life.